# Качев, Феофан Иванович
Феофан Иванович Качев (29 сентября 1895 года, деревня Броды, ныне часть города Екабпилс Латвия — 15 апреля 1974 года, Львов, Украина) — советский военный деятель, генерал-майор авиации (1943).

## Биография
Родился в 1895 году. Русский.
С 1916 года в русской императорской армии.
В 1917 году окончил 2-ю Омскую школу прапорщиков, и был произведен в прапорщики.
С 1918 года член ВКП(б)
С мая 1919 года В Красной Армии, участвует в Гражданской войне — командир Великолукской роты добровольцев, с июля — командир роты, затем батальона 163-го стрелкового полка. Участвовал в боях под Петроградом.
С весны 1920 года участвует в советско-польской войне — с августа 1920 года помощник командира 50-го стрелкового полка 6-й стрелковой дивизии, в составе которой сражался на варшавском, гродненском направлениях, затем боролся с вооруженными формированиями в районах городов Лепель и Сенно.
В 1921 году закончил Объединенную военную школу старших строевых начальников.
В 1924 году закончил Стрелково-тактические курсы усовершенствования комсостава РККА «Выстрел» имени Коминтерна.
С марта 1924 года проходил службу в 17-й стрелковой дивизии, начальник дивизионной школы, помощник командира 51-го и 49-го стрелковых полков.
С августа 1926 года слушатель Военной академии им. М. В. Фрунзе, по окончании в июне 1929 г. назначен начальником оперативной части штаба 6-го стрелкового корпуса УВО.
С апреля 1931 года начальник штаба 25-й стрелковой дивизии.
С июня 1934 года — начальник штаба ВВС УВО.
С марта 1935 года находился в распоряжении Управления по начсоставу РККА, затем в декабре назначен начальником штаба Высшей летно-тактической школы.
С февраля 1937 года начальник штаба ВВС ОКДВА, затем назначен начальником штаба 2-й авиационной бригады ОН этой армии.
В июле 1938 года в период массовых репрессий был уволен в запас по ст. 43 п. «а» УК РСФСР.
В мае 1939 года вновь призван в Красную Армию и назначен начальником тыла, затем начальником оперативного отделения штаба 55-й скоростной бомбардировочной авиационной бригады, в составе которой участвовал в походе Красной Армии в Западную Украину и в Советско-финской войне, за что был награждён орденом Красной Звезды.
С сентября 1940 года начальник штаба 19-й авиационной дивизии, затем с ноября — 4-го авиационного корпуса ДД, в этой должности встретил Великую Отечественную войну.
С августа 1941 года в должности начальника штаба ВВС 51-й отдельной армии Крымского фронта участвовал в Крымской оборонительной и Керченско-Феодосийской десантной операциях.
С июня 1942 года заместитель начальника штаба ВВС ПриВО, с октября — начальник штаба 1-го бомбардировочного авиационного корпуса, который в составе Калининского, Волховского, Северо-Западного фронтов участвовал в Великолукской, Ржевской, Синявинской, Старо-Русской наступательных операциях.
С 9 апреля 1943 года начальник штаба 2-й воздушной армии в составе Воронежского фронта, 2-го и 1-го Украинского фронтов, в этой должности участвовал в Курской битве, битве за Днепр, Киевских наступательной и оборонительной операциях.
Затем Качев вновь начальник штаба 1-го (с февраля 1944 г. — 2-го гв., с декабря — 6-го гв.) бомбардировочного авиационного корпуса. Части корпуса отличились в Корсунь-Шевченковской, Львовско-Сандомирской, Ясско-Кишиневской, Висло-Одерской наступательных операциях.
С февраля 1945 года и.д. командира 6-го гв. бомбардировочного авиационного корпуса, который успешно действовал в ходе Нижнесилезской наступательной операции и при освобождении г. Бреслау, за что был награждён орденом Красного Знамени.
После войны с декабря 1945 года начальник штаба, он же 1-й заместитель командующего 2-й воздушной армии.
С сентября 1947 года — начальник штаба 7-й воздушной армии (в феврале 1949 г. армия была переименована в 62-ю воздушную армию).
С октября 1949 года — начальник штаба, он же заместитель командующего 57-й воздушной армией (г. Львов).
С декабря 1951 года начальник КУОС при Краснознаменной Военно-воздушной академии.
С июля 1954 года состоял в распоряжении 10-го управления Генштаба. Советник при начальнике штаба ВВС Народно-освободительной армии Китайской Народной Республики.
С 16 декабря 1955 года в запасе. Проживал в г. Львове (Украина)
Умер 15 апреля 1974 года. Похоронен во Львове на Лычаковском кладбище.

## Награды

### СССР
- орден Ленина (21 февраля 1945)
- Четыре ордена Красного Знамени (22 февраля 1943[1][2], 21 августа 1944[3][4], 3 ноября 1944, 15 ноября 1950)
- Орден Суворова 2-й степени (31 мая 1945) — за умелое и мужественное руководство боевыми операциями и за достигнутые в результате этих операций успехи в боях с немецко-фашистскими захватчиками[5]
- Орден Отечественной войны 1-й степени (11 апреля 1945[6][7][8][9])
- Два ордена Красной Звезды (21 марта 1940, 6 февраля 1968)
  - Медали СССР:
  - «В ознаменование 100-летия со дня рождения Владимира Ильича Ленина»
  - «За Победу над Германией в Великой Отечественной войне 1941—1945 гг.»
  - «Двадцать лет Победы в Великой Отечественной войне 1941—1945 гг.»
  - «За взятие Берлина»
  - «За освобождение Праги»
  - «30 лет Советской Армии и Флота»
  - «40 лет Вооруженных Сил СССР»
  - «50 лет Вооружённых Сил СССР»

### Иностранные награды
- Орден «Крест Грюнвальда» III степени (2 мая 1946)
- Орден Воинской доблести («Виртути Милитари») V степени (2 мая 1946)
- Орден «Чехословацкий Военный крест 1939»
- Медаль «За Одру, Нису и Балтику» (2 мая 1946)
- Медаль «Победы и Свободы» (9 мая 1946)
- Дукельская памятная медаль
- Медаль «20 лет Словацкого народного восстания» (29 августа 1964)
- Медаль «Дружба»